# Харисэн
Харисэн (яп. 張り扇, «растягивающийся веер») 

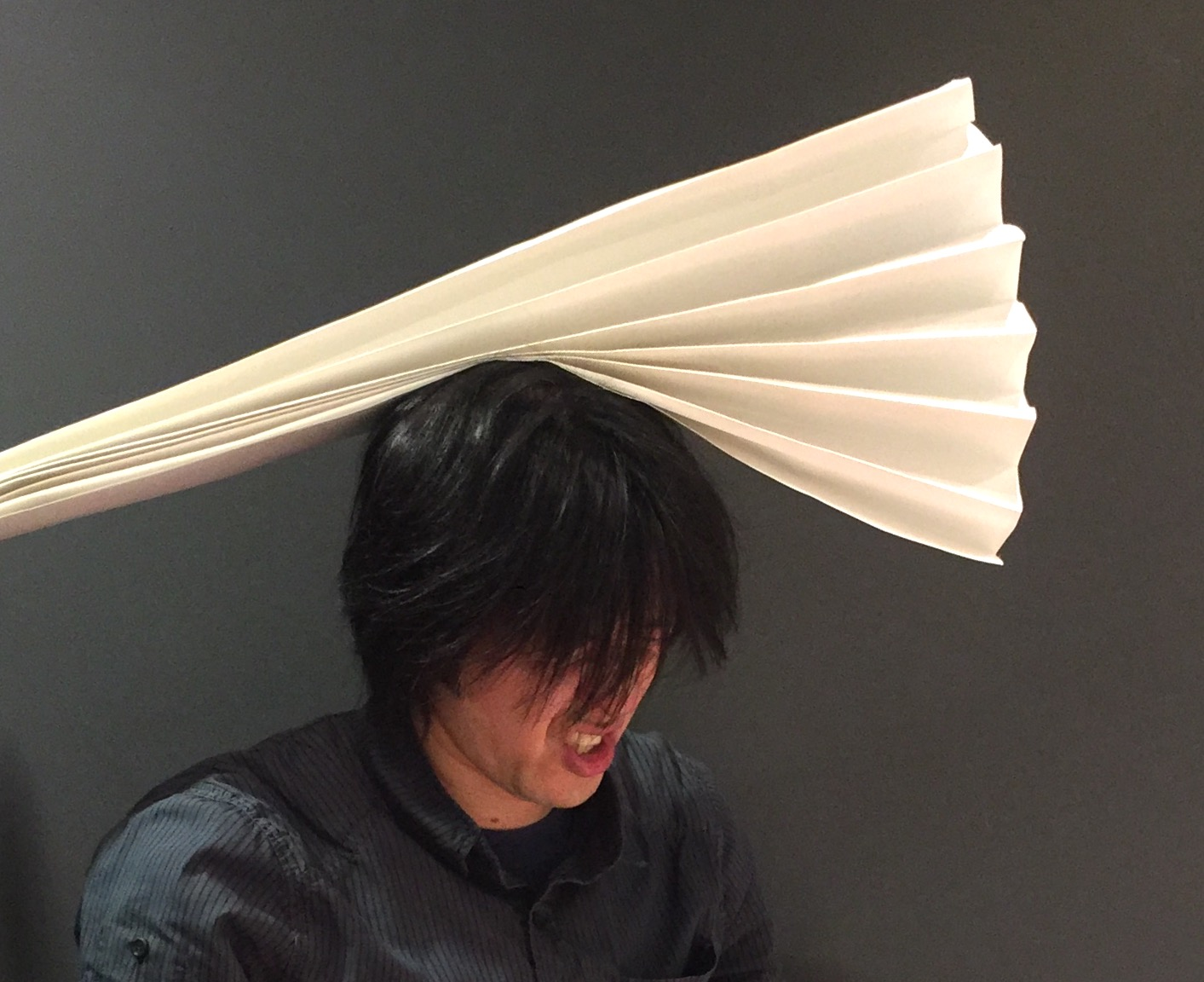
Харисэн в действии

— вид бумажного веера, использующийся в мандзай и прочих комедийных выступлениях для удара партнёра по голове. Считается, что идея принадлежит актёру комедийной группы «Тямбараторио» Эйдзи Минакате.

## Устройство
Нужно сложить бумагу гармошкой, перевязать один конец скотчем или чем-то похожим, а другой конец раскрыть веером. Чтобы использовать харисэн по назначению, нужно взять его за перевязанный конец и ударить партнёра по голове или лицу. Чем более громкий звук при этом получится, тем лучше харисэн. Хоть иногда и кажется, что ударенный испытывает жуткую боль, на самом деле это навряд ли возможно, учитывая форму и материал орудия. Даже если сделать очень большой харисэн, боль от удара не станет больше, так как зависит в основном от материала бумаги.